# Fly Gangwon
Fly Gangwon (Hangul: 플라이강원; Romaja: Peullai Gangwon) là một hãng hàng không giá rẻ của Hàn Quốc được thành lập vào năm 2016 và thực hiện chuyến bay đầu tiên vào ngày 22 tháng 11 năm 2019 từ Yangyang đến Jeju. Khẩu hiệu của công ty là Fly To Your Dream.

## Điểm đến
|  | Sân bay căn cứ (Hub)                                   |
|  | Điểm đến theo mùa (Seasonal)                           |
|  | Điểm đến trong tương lai (Future)                      |
|  | Điểm đến quan trọng (Focus City)                       |
|  | Điểm đến chỉ có trong chuyến bay thuê chuyến (Charter) |

| Quốc gia    | Thành phố             | Sân bay                           |
| ----------- | --------------------- | --------------------------------- |
| Nhật Bản    | Tokyo                 | Sân bay quốc tế Narita            |
| Philippines | Clark                 | Sân bay quốc tế Clark             |
| Hàn Quốc    | Jeju                  | Sân bay quốc tế Jeju              |
| Hàn Quốc    | Seoul                 | Sân bay quốc tế Gimpo             |
| Hàn Quốc    | Yangyang              | Sân bay quốc tế Yangyang          |
| Hàn Quốc    | Yeosu                 | Sân bay Yeosu                     |
| Đài Loan    | Cao Hùng              | Sân bay quốc tế Cao Hùng          |
| Đài Loan    | Đài Trung             | Sân bay Đài Trung                 |
| Đài Loan    | Đài Bắc               | Sân bay quốc tế Đào Viên Đài Loan |
| Việt Nam    | Hà Nội                | Sân bay quốc tế Nội Bài           |
| Việt Nam    | Thành phố Hồ Chí Minh | Sân bay quốc tế Tân Sơn Nhất      |

## Đội bay
Độ tuổi trung bình đội bay tính đến tháng 2 năm 2023 là 11.8 năm.
Tính đến tháng 2 năm 2023:
| Máy bay           | Đang hoạt động    | Đặt hàng          | Hành khách        | Hành khách        | Hành khách        | Ghi chú           |
| Máy bay           | Đang hoạt động    | Đặt hàng          | C                 | Y                 | Tổng              | Ghi chú           |
| Đội bay chở khách | Đội bay chở khách | Đội bay chở khách | Đội bay chở khách | Đội bay chở khách | Đội bay chở khách | Đội bay chở khách |
| ----------------- | ----------------- | ----------------- | ----------------- | ----------------- | ----------------- | ----------------- |
| Airbus A330-200   | 1                 | 3                 | 18                | 242               | 260               |                   |
| Boeing 737-800    | 2                 | —                 | —                 | 186               | 186               |                   |
| Đội bay chở hàng  |                   |                   |                   |                   |                   |                   |
| Airbus A330-200F  | —                 | 3                 | Chở hàng          | Chở hàng          | Chở hàng          |                   |
| Tổng cộng         | 3                 | 6                 |                   |                   |                   |                   |

### Đội bay dừng hoạt động
Đội bay dừng hoạt động của Fly Gangwon bao gồm các máy bay sau:
| Máy bay        | Tổng cộng | Năm hoạt động | Năm dừng hoạt động | Ghi chú |
| -------------- | --------- | ------------- | ------------------ | ------- |
| Boeing 737-800 | 3         | 2019          | 2023               |         |